# Jay Pharoah
Jared Farrow, più noto come Jay Pharoah (Chesapeake, 14 ottobre 1987), è un comico e imitatore statunitense.

## Carriera
Pharoah cominciò a fare il cabarettista nei locali dell Virginia sin da quando aveva 15 anni; è diventato famoso per le sue imitazioni di personaggi famosi come il presidente Barack Obama, Will Smith, Jay-Z, 50 Cent, Eddie Murphy, Charlie Murphy e Denzel Washington.
Nel 2010, Pharoah è apparso al Saturday Night Live come ospite fisso della 36ª stagione. È tuttora il più giovane ospite del programma, avendo sorpassato anche Abby Elliott. Ha debuttato al Saturday Night Live il 25 settembre 2010, imitando Will Smith.
Reciterà nel 2014 in Poliziotto in prova, un film di Tim Story, inoltre sempre nello stesso anno reciterà in Top Five. Diventerà il protagonista, nel 2017, della serie Showtime White Famous, interpretando la parte di Floyd Mooney, comunque la serie verrà cancellata dopo una sola stagione.
Nel 2018 reciterà insieme a Claire Foy in Unsane.

## Filmografia

### Cinema
- Poliziotto in prova (Ride Along), regia di Timothy Story (2014)
- Top Five, regia di Chris Rock (2014)
- Unsane, regia di Steven Soderbergh (2018)
- Bad Hair, regia di Justin Simien (2020)

### Televisione
- Saturday Night Live – sketch comedy show, 128 episodi (2010-2016)
- Portlandia – serie TV, episodio 4x02 (2014)
- White Famous – serie TV, 10 episodi (2017)
- A Million Little Things – serie TV, episodi 1x15, 2x08 (2019)

### Doppiatore
- Sing, regia di Garth Jennings (2016)
- BoJack Horseman – serie animata, episodi 4x10, 4x12 (2017)
- I Griffin (Family Guy) – serie animata, episodi 16x09, 17x01, 18x10 (2017-2020)
- SuperMansion – serie animata, episodi 3x07, 3x12-3x13 (2018)
- I Mitchell contro le macchine (The Mitchell vs. the Machines), regia di Mike Rianda (2021)
- Good Times – serie animata, 10 episodi (2024)

## Doppiatori italiani
Nelle versioni in italiano dei suoi film, Jay Pharoah è stato doppiato da:
- Francesco Venditti in Poliziotto in prova
- Luca Mannocci in White Famous, Resort to Love - All'amore non si sfugge
- Andrea Mete in Unsane
- Omar Vitelli in Top Five
- Nanni Baldini in All My Life

Da doppiatore è stato sostituito da:
- Paolo Macedonio in Sing